# Natasza Urbańska

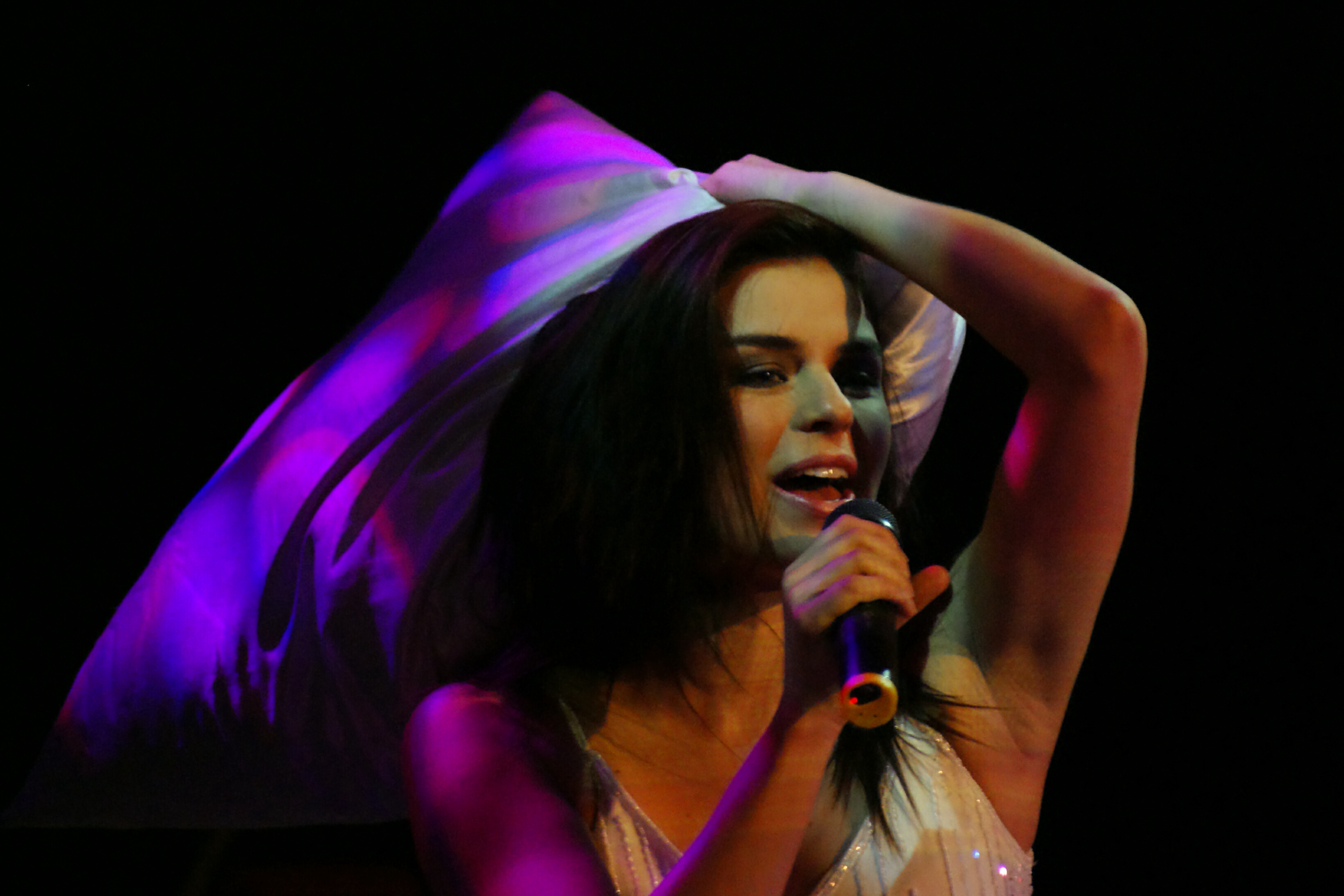

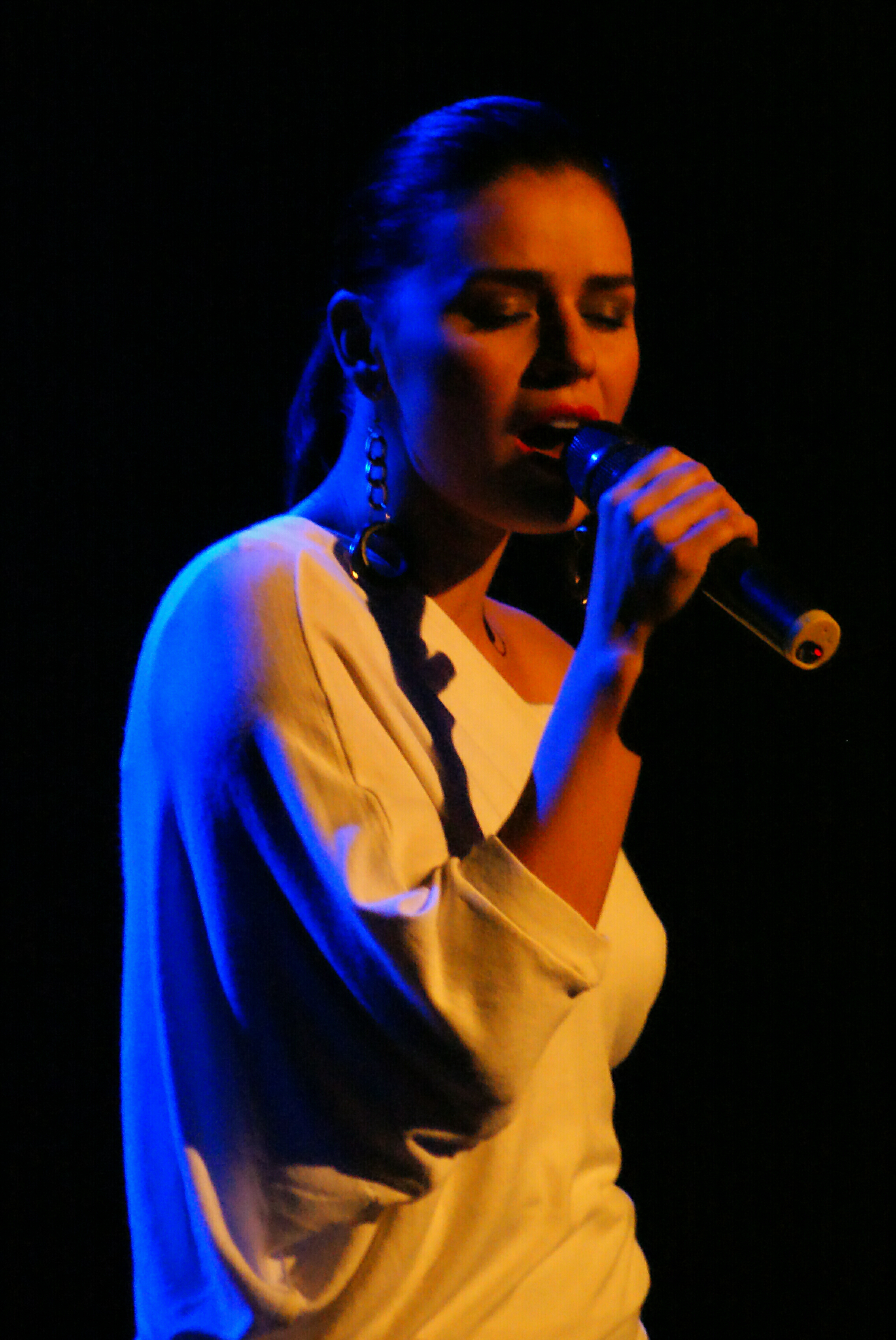
Natasza Urbańska in 2008 tijdens een optreden in The Buffo Theatre.

Natasza Urbańska (Warschau, 17 augustus 1977) is een Poolse actrice en zangeres.

## Discografie

### Albums
| Release | Album                                                           |
| ------- | --------------------------------------------------------------- |
| 2009    | - Hity Buffo vol. 1 - Natasza Urbańska - Uitgever: Studio Buffo |
| 2008    | - Balkanika - Balkan Koncept                                    |

### Singles
| Release | Titel                    |
| ------- | ------------------------ |
| 2010    | - All The Wrong Places   |
| 2010    | - Here I Am              |
| 2010    | - Listen To My Radio     |
| 2010    | - Love Stone Crazy       |
| 2009    | - Mała                   |
| 2008    | - Już nie zapomnisz mnie |
| 2008    | - Blow over              |
| 2008    | - Wierne Róże            |
| 2008    | - Rozbaw Mnie            |
| 2007    | - I Like It Loud         |